# Kupola (geometrija)
| Petstrana kupola  | Petstrana kupola                                  |
| ----------------- | ------------------------------------------------- |
| Pentagonal cupola |                                                   |
| vrsta             | skupina kupol                                     |
| stranske ploskve  | n trikotnikov, n kvadratov1 n-kotnik, 1 2n-kotnik |
| robovi            | 5n                                                |
| oglišča           | 3n                                                |
| simetrijska grupa | Cnv, [1,n], (*nn)                                 |
| dualni polieder   | ?                                                 |
| lastnosti         | konveksni                                         |

Kupola je v geometriji telo, ki nastane z združevanjem dveh mnogokotnikov. Eden med njimi (osnova) ima dvakrat več robov kot drugi. Pri tem pa se se izmenjuje pas trikotnikov in pravokotnikov. Če so trikotniki enakostranični in so pravokotniki kvadrati in so osnova ter nasprotne stranske ploskve pravilni mnogokotniki ali tristrane, kvadratne ali petstrane kupole, ki jih prištevamo med Johnsonova telesa.

## Zgledi
|  |  |
|  |  |

## Hiperkupole
Hiperkupole so skupina neuniformnih polihoronov, ki so analogni kupolam 
|                  | Tetraederska kupola | Tetraederska kupola                                                                  | Kubična kupola | Kubična kupola                                                                           | Oktaederska kupola | Oktaederska kupola                                                                           | Dodekaederska kupola | Dodekaederska kupola                                                                               | Ikozaederska kupola | Ikozaederska kupola                                                                               |
|                  |                     |                                                                                      |                |                                                                                          |                    |                                                                                              |                      | |                     |                                                                                                   |
| oglišča          | 16                  | 16                                                                                   | 32             | 32                                                                                       | 30                 | 30                                                                                           | 80                   | 80                                                                                                 | 72                  | 72                                                                                                |
| robovi           | 42                  | 42                                                                                   | 84             | 84                                                                                       | 84                 | 84                                                                                           | 210                  | 210                                                                                                | 210                 | 210                                                                                               |
| stranske ploskve | 42                  | 24 trikotnikov 18 kvadratov                                                          | 80             | 32 trikotnikov 48 kvadratov                                                              | 82                 | 40 trikotnikov 42 kvadratov                                                                  | 194                  | 80 trikotnikov 90 kvadratov 24 petkotnikov                                                         | 202                 | 100 trikotnikov 90 kvadratov 12 petkotnikov                                                       |
| celice           | 16                  | 1 tetraeder 4 tristrane prizme 6 tristranih prizem 4 trikotne piramide 1 kuooktaeder | 28             | 1 kocka 6 kvadratnih prizem 12 tristranih prizem 8 trikotnih piramid 1 rombikubooktaeder | 28                 | 1 oktaeder 8 tristranih prizem 12 tristranih prizem 6 kvadratnih piramid 1 rombikubooktseder | 64                   | 1 dodekaeder 12 petstranih prizem 30 tristranih prizem 20 trikotnih piramid 1 rombiikozidodekaeder | 64                  | 1 ikozaeder 20 tristranih prizem 30 tristranih prizem 12 petkotne piramide 1 rombiikozidodekaeder |